# Pokrštavanje Bugarske
Pokrštavanje Bugarske dogodilo se za vrijeme bugarskoga kneza Borisa I.
Poslije pokrštavanja Moravske, bugarski knez Boris I. uputio je izaslanstvo u Franačku, zbog čeka je Bizant brzo intervenirao, jer nije želio dopustiti da se susjedna Bugarska duhovno priključi Franačkoj, pa prema tome i Rimu. Dolazak bizantske flote na bugarsku granicu, praćen demonstracijom carske flote pred bugarskom obalom, primorao je Borisa da udovolji bizantskim zahtjevima. 864. godine bugarski knez primio je kršćanstvo od Bizanta. Grčko svećenstvo odmah je počelo s pokrštavanjem bugarskog naroda i organizacijom bugarske Crkve.

## Pokrštena Bugarska
Pokrštavanje je za Bugarsku značilo veliki napredak ne samo u kulturnom razvitku već i u procesu slavenizacije zemlje, a prema tome i političkog i etničkog ujedinjenja. Opoziciju bugarskih velikaša, koji su ustali u obranu svoga povlaštenoga položaja vezanog za staru religiju i etničku podvojenost, Boris - sada Mihailo ugušio je pogubivši 52 boljara. Međutim i pored svih prednosti koje je pokrštavanje imalo za kulturni razvitak i unutrašnje ujedinjenje Bugarske, Boris-Mihailo bio je razočaran. Bizant je išao za tim da stavi bugarsku Crkvu pod upravu grčkog svećenstva i da je potčini carigradskoj patrijaršiji. 
Bugarski je knez želio, naprotiv, da njegova mlada Crkva dobije potpunu samostalnost pod upravom vlastitog patrijarha. I pošto su njegove želje ostale nezadovoljene, on je okrenuo leđa Bizantu i obratio se papi. Za papu Nikolu I ovo je bila jedinstvena prilika da odvoji Bugarsku od Carigrada i da je dovede pod rimsku jurisdikciju. On je poslao u Bugarsku svoje legate, i izgledalo je da će Bugarska potpuno podleći rimskom utjecaju. Tada je sukob između Rima i Carigrada dostigao vrhunac. Kao protivnik Rima, Focije I. je postao branitelj ne samo nezavisnosti bizantske Crkve nego i životnih interesa bizantske države. Bizantski car je uputio papi pismo puno ponosa i samopouzdanja i tražio je opozivanje papine presude protiv Focija I. Patrijarh je otišao još dalje i prebacio je Rimskoj Crkvi pitanja liturgije i crkvene discipline prije svega pobijao je zapadnu nauku o proizlaženju Duha Svetoga od Oca i Sina. U ljeto 867. godine na saboru pod carevim predsjedništvom bačena je anatema na papu Nikolu I., rimska nauka o filioque osuđena je kao heretička, a miješanje Rima u pitanja bizantske Crkve proglašeno nezakonitim.